# 天主教托盧卡總教區
天主教托盧卡教區（拉丁語：Archdioecesis Tolucensis）是墨西哥一個羅馬天主教教省總教區，下轄3個教區。
教區成立於1950年6月4日，位於墨西哥州中西部。2010年有教友3,750,000人（佔轄區總人口93.6%）、142個堂區、346名司鐸。
教區於2019年9月28日升格為教省總教區，下轄3個教區。現任總主教為方濟各·沙勿略·查博利亞-拉莫斯，輔理主教為馬西美諾·馬爾蒂內斯-米蘭達。